# Stora Röknen

Stora Röknen är en ö i norra Vättern som tillhör Hammars socken i Närke, förutom den sydligaste delen, kallad Röknehuvud, som tillhör Västra Ny socken i Östergötland. Ön Stora Röknen ägs av Fortifikationsverket. Försvarets materielverk (FMV) har verksamhet på ön.